# Fiktosexualität

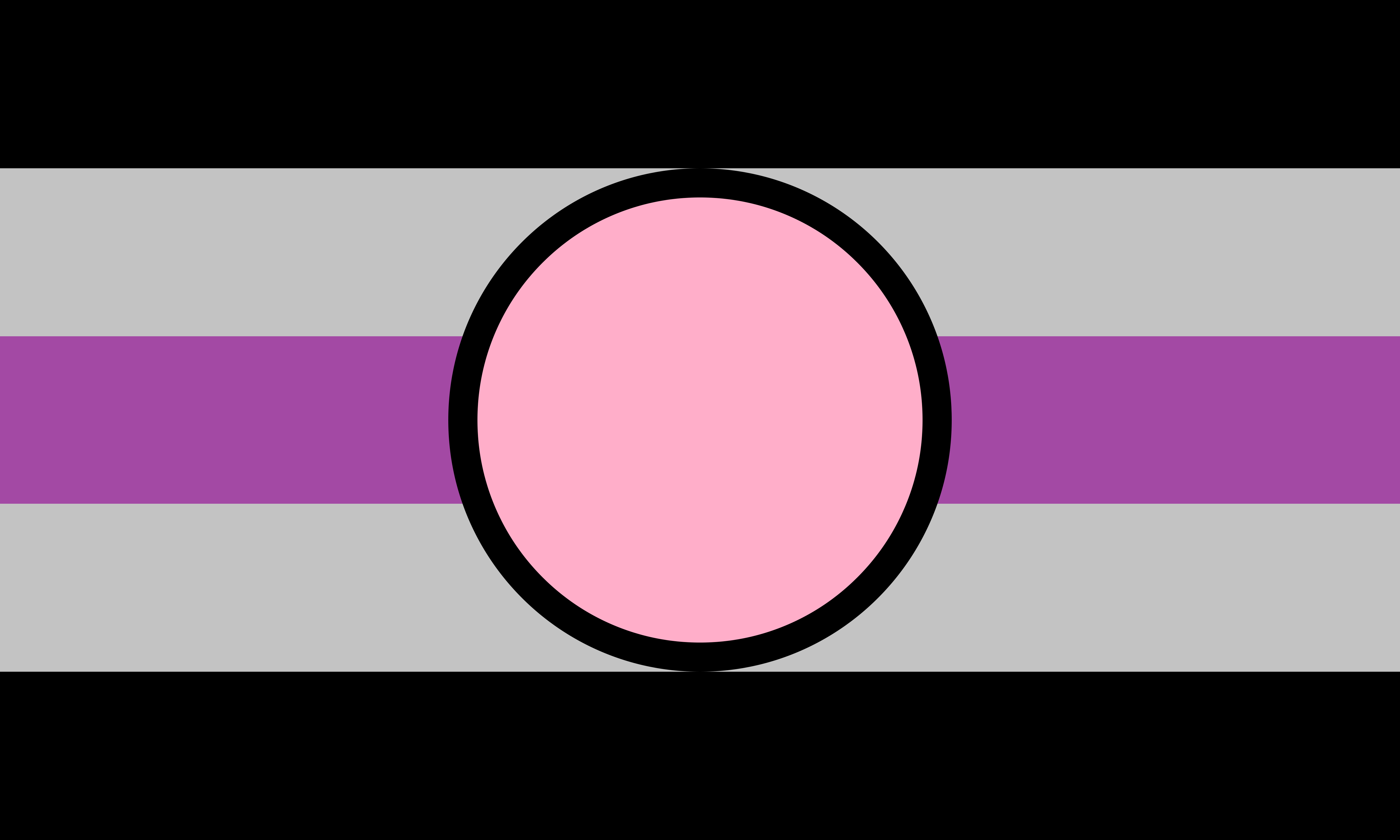

Fiktosexualität bezeichnet sowohl sexuelles Verhalten, erotisches und romantisches Begehren gegenüber fiktiven Personen als auch darauf aufbauende sexuelle Identitäten.

## Begriff und Einordnung
Laut einer Definition im Onlinelexikon für Psychologie und Pädagogik von Werner Stangl werden Personen als fiktosexuell bzw. fiktophil bezeichnet, die sich zu fiktiven Figuren aus Video- und Computerspielen, Filmen oder Büchern hingezogen fühlen, wobei er die Fiktophilie nicht nur auf die sexuelle Anziehung beschränkt, sondern das Eingehen einer emotionalen Bindung zwischen der Person zu der fiktiven Figur mit aufnimmt.
In Japan entstand zudem der Begriff Nijigen Konpurekkusu (二次元コンプレックス), Abk. Nijikon (二次コン), was als 2D-Komplex übersetzt werden kann und Personen beschreibt, die fiktive Charaktere aus Light Novels, Mangas und Anime emotional und körperlich attraktiver als real existierende Personen beschreiben. Der 2D-Komplex wird von diversen Studenten als „Otaku-Sexualität“ bezeichnet.
Fiktosexualität bezieht sich jedoch nicht ausschließlich auf 2D Charaktere, noch ist sie ein japanisches Phänomen.
Laut eines Berichtes der US-amerikanischen National Library of Medicine ist die Fiktosexualität Teil der LGBTQIA+-Gemeinschaft. Dieser Bericht, der sich dabei auf die Monographie Imaginary Social Worlds von John L. Caughey aus dem Jahr 1984 stützt, beschreibt, dass es in der Vergangenheit immer wieder Personen in allen Kulturen gegeben habe, die von ihren lebenslangen Bindungen zu Göttern, Monarchen, Geistern oder anderen Figuren berichtet haben.
Die Fiktosexualität hat laut einem Artikel von Andrew Court, der sich in dieser Hinsicht auch auf das Sexuality Wiki beruft, weitere Abstufungen, die das romantische, emotionale und sexuelle Interesse an fiktiven Charakteren genauer definieren. Abstufungen sind beispielsweise:
- Cartosexualität: Zuneigung auf romantischer, emotionaler und sexueller Ebene zu Charakteren aus Cartoons und Comicbüchern.
- Gamosexualität: Zuneigung zu Charakteren aus Computer- und Videospielen.
- Inreasexualität: Zuneigung zu Charakteren aus Live-Action- oder Kinofilmen.
- Magisexualität: Zuneigung zu Charakteren aus Büchern oder Podcasts, die bisher nicht visualisiert dargestellt wurden.

Aufgrund dessen handelt es sich bei Fiktosexualität auch um einen Schirmbegriff. Ebenso existieren Unterschiede zum sogenannten Waifuismus.

## Psychologischer Aspekt
Fiktosexualität bzw. Fiktophilie wurde (Stand: Januar 2021) weder von der Weltgesundheitsorganisation WHO noch von der American Psychiatric Association als psychische Störung nach ICD-10 oder ISM-5 aufgeschlüsselt, sondern wird von mehreren Beobachtern als ernsthafte sexuelle Orientierung angesehen, bei der Personen das Interesse an realen Personen verlieren und stattdessen emotionales, romantisches und sexuelles Verlangen gegenüber fiktiven Charakteren entwickeln. Ebenso existieren Fiktophile, die niemals ein Interesse an realen Personen hatten.
Fiktosexuelle Personen bezeichnen sich selbst oftmals zudem als asexuell, da sie nicht das Ziel verfolgen, sexuelle Kontakte zu real existierenden Personen aufzubauen. Dem können mehrere Ursachen zu Grunde liegen, wie etwa Mobbingerfahrungen. Es gibt allerdings auch fiktosexuelle Menschen, die in der Lage sind, Beziehungen zu echten Menschen aufzubauen und es sollte vermieden werden, eine pauschale Korrelation zwischen Fiktosexualität und Traumata oder seelischer Erkrankung zu ziehen.
Dem japanischen Psychologen Tamaki Saitō, der für seine Studien über Hikikomori und Vater des Begriffes ist, kann die Fiktion selbst für fiktosexuelle Menschen Objekt sexueller Begierden werden. Im Onlinelexikon für Psychologie und Pädagogik von Werner Stangl heißt es, dass das Phänomen durch die immer realistischer werdenden Computerspielgrafiken und immer fortschrittlichen Künstliche Intelligenzen gefördert werde. So sei es, dass Charaktere in manchen Videospielen „eine einzigartige, interessante Persönlichkeit besitzen und mit dem Spieler wie echte Menschen interagieren.“ Zudem seien einige Videospiele so konzipiert, dass der Spieler das Gefühl einer Bindung mit dem Charakter aufbaut. So sei das Ziel von Dating-Simulationen sogar der Aufbau einer Beziehung zwischen dem Spieler und der Videospielfigur. Laut Clemens Schwender herrsche bei fiktosexuellen bzw. fiktophilen Menschen ein „Missverständnis zwischen Imagination und Realität“, wobei sie dennoch durchaus in der Lage seien, zwischen Fiktion und Realität zu unterscheiden. Allerdings begäben sich fiktophile Menschen in eine zusätzliche Welt, in der sie ihr zweites Leben „spielen.“ Da es sich hierbei nicht um ein Spiel handelt, sondern um ein tatsächliches Erleben seitens des Fiktophilen und das Wort „spielen“ suggeriert, es handele sich um etwas, das keinerlei tatsächliche Relevanz hat, ist die Aussage von Herrn Schwender jedoch kritisch zu betrachten.

## Studien

### Demografische Befragungen
Derzeit existieren nur wenige statistische Studien über fiktosexuelle Menschen. Eine demografische Umfrage der japanischen Organisation für sexuelle Aufklärung aus dem Jahr 2019 ergab, dass zehn Prozent der befragten Jugendlichen und jungen Erwachsenen sich emotional und romantisch zu fiktiven Charakteren hingezogen fühlen.

## Geschichtliche Entwicklung
Laut dem Berliner Medienpsychologen Clemens Schwender existiert das Phänomen seit Anbeginn der Menschheit, er nennt dabei „die Liebe einer Nonne zu Jesus Christus“ oder den „Dialog zwischen Mensch und Gott“ als frühe Beispiele für das, was in der Fan-Fiction-Szene als Fiktophilie bzw. Fiktosexualität bezeichnet wird.
Veli-Matti Karhulahti und Tanja Välisalo datieren fiktosexuelles Auftreten auf das 18. Jahrhundert. In den 1950er-Jahren übertrugen die zwei US-amerikanischen Psychologen Horton und Wohl das Phänomen auf die Medien und bezeichneten die entstandene Illusion als Parasoziale Beziehung. In einem Selbstversuch beschreibt Chiara Bruno vom Online-Spielemagazin Spieletipps.de, dass Videospiele etwas anderes darstellen, da diese einen Körper haben, mit dem Spieler lachen oder weinen und gegebenenfalls sogar mit ihm ab und an interagieren, wodurch eine zwischenmenschliche Nähe erzeugt werde. Laut Schwender zeige Hentai – pornografische Anime und Manga –, dass das „Aussehen der Figuren nicht real“ sein muss, „um auch emotional etwas erlebbar zu machen.“

## Fiktosexualität in der Gesellschaft
Fiktophile bzw. fiktosexuelle Menschen werden von einem Großteil der Gesellschaft abgelehnt. In einem Nachrichtenbericht auf der Onlinepräsenz des deutschen Fernsehsenders n-tv aus dem Jahr 2009 wurde ein japanischer Mann, der eine Videospielfigur heiratete, in der Überschrift als Nintendo-DS-Verrückter bezeichnet. In diversen Onlineforen wie etwa Reddit werden fiktosexuelle Menschen teilweise psychisch krank genannt, obwohl Fiktosexualität keine psychische Störung nach den ICD-10- bzw. DSM-5-Schlüsseln der Weltgesundheitsorganisation bzw. der American Psychiatric Association darstellt. Auch innerhalb von LGBT+ erfahren fiktosexuelle Menschen Diskriminierung und Ablehnung, da sie als Eindringlinge und nicht als authentische sexuelle Minderheit innerhalb LGBT+ betrachtet werden.
Fiktosexuelle Menschen als verrückt zu bezeichnen, lehnt der deutsche Medienpsychologe Clemens Schwender ab. Agnès Giard, ein Forscher an der Universität Paris-Nanterre schreibt, dass fiktosexuelle Menschen oftmals von einem Großteil der Gesellschaft missverstanden werden. Für die breite Gesellschaft scheint es dumm zu sein, Geld, Zeit und Energie in jemanden zu investieren, der nicht einmal wirklich lebt. Allerdings, so Giard, ist dieses Verhalten essentiell für fiktosexuelle Menschen, da es diesen das Gefühl vermittle, am Leben und glücklich zu sein.
Darüber hinaus kann die sexuelle Anziehung zu fiktiven Figuren als bloße Neigung zu einem in einem bestimmten Stil dargestellten Menschen fehlinterpretiert werden, während die Anziehung in Wirklichkeit auf ein nicht-menschliches Wesen gerichtet ist. Forscher und Aktivisten haben darauf hingewiesen, dass die falsche Darstellung des Verlangens nach fiktiven minderjährigen Figuren als Verlangen nach einem menschlichen Kind ein Beispiel für ein auf die zwischenmenschliche Sexualität bezogenes Vorurteil ist.
Eine Parallele zur Fiktosexualität findet sich in der Religion wieder: Diese werde zum Beispiel an der Beziehung zwischen den Gläubigen und Gott deutlich. Bis heute, so Schwender, schwören zahlreiche Frauen ihrem „normalen“ Leben ab und gehen eine „bräutliche Beziehung zu Christus“ ein. Laut einer Studie des Vatikans gab es im Jahr 2015 rund 4.000 solche geweihten Jungfrauen, wobei 67 Prozent in Europa und 27 Prozent in Nordamerika beheimatet sind. Laut Schwender ist der Glaube an etwas, das nicht fassbar ist, bis in die heutige Zeit für viele Menschen so real, dass „sie sogar in Kriege ziehen.“ Dabei bezieht sich Schwender auf Glaubenskriege, die die Menschheit schon vor Christus führten.

## Symbol
Das Flaggensymbol, mit dem sich fiktosexuelle Menschen identifizieren, besteht aus zwei schwarzen, zwei grauen und einem violetten Längsstreifen sowie einem schwarzen Kreis mit rosafarbener Füllung. Die schwarzen und grauen Streifen repräsentieren die fehlende Anziehung zu real existierenden Menschen, der mittlere violette Streifen steht für die Asexualität. Der schwarze Rand des Kreises stellt symbolisch das Tor zur fiktiven Welt dar. Der rosa Kreis repräsentiert das Hingezogenfühlen zu den fiktiven Charakteren.